# Carangoides bajad
Carangoides bajad é uma espécie de peixe marinho costeiro da família Carangidae. A espécie é bastante comum em águas tropicais e subtropicais do Indo-Pacífico, indo do Madagascar, no oeste, ao Japão, no leste, tipicamente habitando recifes próximos à costa. A espécie tem características manchas amarelo-alaranjadas em seus lados, embora grandes barbatanas semelhantes a asas e escamas quitinosas deverão ser levadas em conta para distinguir-lo de espécies relacionadas com coloração semelhante. São predadores poderosos, caçando uma variedade de peixes pequenos, nécton e crustáceos. É um peixe moderadamente grande, alcançando um comprimento máximo de 55 cm, ao redor de 25 cm alcançam a maturidade sexual. A espécie é ocasionalmente capturada por pescadores ao longo de seu alcance, sem querê-lo durante a pesca. A exceção a isto está na zona meridional do Golfo Pérsico, onde ele compõe uma grande proporção da pescaria.